# Herdonisca
Herdonisca is een geslacht van wantsen uit de familie van de Miridae (Blindwantsen). Het geslacht werd voor het eerst wetenschappelijk beschreven door Carvalho & Ferreira in 1973.

## Soorten
Het genus bevat de volgende soorten:

- Herdonisca catamarcus (Carvalho, 1988)
- Herdonisca peruviana Carvalho & Ferreira, 1973